# 10 років антарктичній станції «Академік Вернадський» (монета)
«10 ро́ків антаркти́чній ста́нції «Акаде́мік Верна́дський»» — ювілейна монета номіналом 5 гривень, випущена Національним банком України. Присвячена українському антарктичному науковому центру — станції «Академік Вернадський» (попередня назва «Фарадей»), яка розташована на острові Галіндез Аргентинського архіпелагу.
Монету введено до обігу 16 січня 2006 року. Вона належить до серії «Інші монети».

## Опис та характеристики монети
| Номінал грн. | Метал      | Маса, грам | Діаметр, мм. | Якість виготовлення       | Гурт     | Тираж, штук |
| ------------ | ---------- | ---------- | ------------ | ------------------------- | -------- | ----------- |
| 5            | нейзильбер | 16,54      | 35           | спеціальний анциркулейтед | рифлений | 60 000      |

### Аверс
На аверсі монети зображено український прапор, який майорить на вертикальному штоку, унизу станцію «Академік Вернадський» та розміщено: напис півколом (праворуч) «НАЦІОНАЛЬНИЙ БАНК», нижче малий Державний Герб України, під яким написи — «УКРАЇНА»/«5»/«ГРИВЕНЬ», рік карбування монети «2006» (ліворуч), а також логотип Монетного двору Національного банку України.

### Реверс

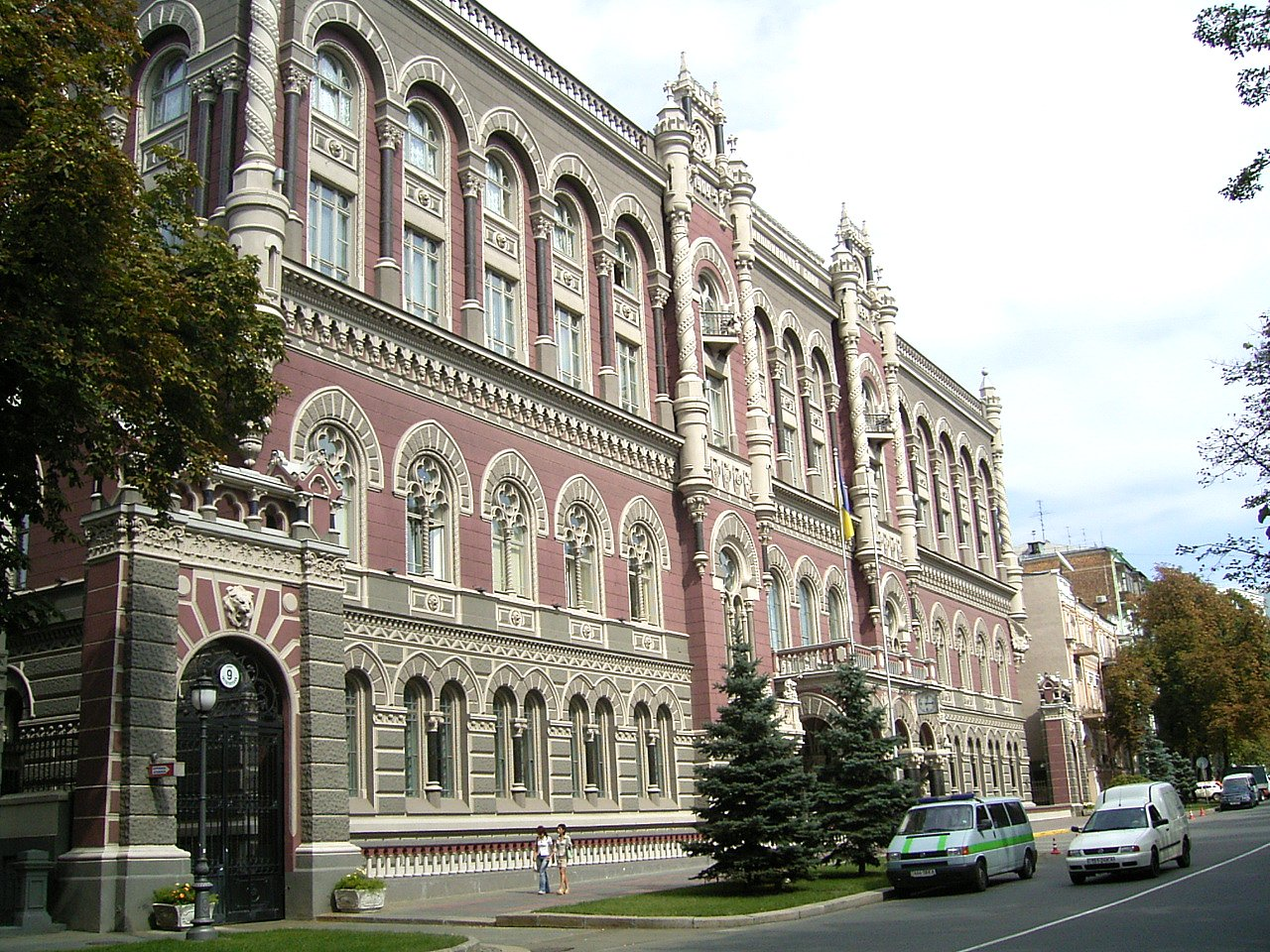
Будівля Національного банку України

На реверсі зображено абрис Антарктиди та в центрі нуля напису «10 років» зірочкою позначено географічне розташування станції.

## Автори
- Художники: Володимир Таран, Олександр Харук, Сергій Харук.
- Скульптори: Володимир Атаманчук, Роман Чайковський.

## Вартість монети
Ціна монети — 20 гривень, була зазначена на сайті Національного банку України 2011 року.
Фактична приблизна вартість монети, з роками змінювалася так:
| Рік        | 2010 | 2011 | 2012 | 2013 | 2014 | 2015 | 2016 | 2017 | 2018 | 2019 | 2020 | 2021 | 2022 | 2023 | 2024 | 2025 |
| ---------- | ---- | ---- | ---- | ---- | ---- | ---- | ---- | ---- | ---- | ---- | ---- | ---- | ---- | ---- | ---- | ---- |
| Ціна, грн. | 25   | 25   | 25   | 25   | 30   | 35   | 45   | 55   | 60   | 60   | 60   | 70   | 80   | 120  | 160  | 190  |